# Eriopus odontoloma
Eriopus odontoloma là một loài Rêu trong họ Hookeriaceae. Loài này được Dusén ex Matteri mô tả khoa học đầu tiên năm 1975.